# Dankan
Minoru Iizuka (飯塚　実, Iizuka Minoru), plus connu sous le pseudonyme de Dankan (ダンカン), est un acteur et scénariste japonais, né le 3 janvier 1959 à Saitama au Japon.
Il a également réalisé le film Shichinin no tomurai.

## Filmographie partielle

### Comme réalisateur
- 2005 : Shichinin no tomurai (七人の弔?)

### Comme scénariste
- 1998 : Suicide Bus (生きない, Ikinai?) de Hiroshi Shimizu (ja)
- 2002 : Asakusa Kid (浅草キッド?) de Makoto Shinozaki
- 2005 : Shichinin no tomurai (七人の弔?)

### Comme acteur
- 1990 : Jugatsu (３－４Ｘ１０月, San tai yon ekkusu jugatsu?) de Takeshi Kitano
- 1995 : Getting Any? (みんな〜やってるか!, Minnā-yatteruka!?) de Takeshi Kitano
- 1996 : Deux voyous (チンピラ, Chinpira?) de Shinji Aoyama
- 1998 : Les Yeux de l'araignée (蜘蛛の瞳, Kumo no hitomi?) de Kiyoshi Kurosawa : Iwamatsu
- 1998 : Suicide Bus (生きない, Ikinai?) de Hiroshi Shimizu (ja)
- 1999 : Dead or Alive (DEAD OR ALIVE:犯罪者, Deddo oa araibu: Hanzaisha?) de Takashi Miike : Tanaka
- 2002 : Asakusa Kid (浅草キッド?) de Makoto Shinozaki
- 2008 : Suspect X (容疑者Xの献身, Yōgisha ekkusu no Kenshin?) de Hiroshi Nishitani : Kuniaki Kudo
- 2014 : The Snow White Murder Case (白ゆき姫殺人事件, Shirayuki hime satsujin jiken?) de Yoshihiro Nakamura
- 2020 : Fukushima 50 de Setsurō Wakamatsu